# Врла
Врла је река на југоистоку Србије, у Пчињском округу, десна притока Јужне Мораве. Извори joj се налазе на планинама Варденику и Чемернику.
У подножју, у клисури између Варденика и Чемерника, саграђене су четири хидроелектране (Врла I-IV), које користе воду Власинског језера за покретање турбина. Врла I се налази испод земље, у унутрашњости Чемерника, а Врла IV у насељу Сува Морава, изнад Владичиног Хана. Пројектанти тог енергетског система су Милан Нешић и Душан Петковић. Пројект је израђен 1949. године.
Река Врла протиче кроз Сурдулицу и улива се у Јужну Мораву у Владичином Хану. Због близине својих извора Власини и Власинском језеру урачунава се често у Хидроенергетски систем Власина.
У турским пописима у 16. веку на Врли се помиње насеље Врла Река са околним рудницима гвожћа, вигњиштем и самоковом за прераду и топљење руде.